# Hunzehaven
De Hunzehaven is een haven in de Nederlandse stad Groningen. De haven werd officieel geopend op 2 juni 1966 en wordt gebruikt door de binnen- en zeevaart. De haven is gelegen op de zuidwesthoek van de kruising Eemskanaal, Winschoterdiep en Van Starkenborghkanaal. Direct ten westen ervan ligt sinds 2010 de Berlagebrug. Ten noorden van de Hunzehaven ligt de Oostersluis die toegang geeft tot het Van Starkenborghkanaal. Schepen tot 2700 ton en tot 4,5 meter diepgang kunnen er worden geladen of gelost.

## Geschiedenis
In 1959 besloot de gemeente Groningen een nieuw havengebied aan te leggen in het oosten van de stad. In de oude stadshavens, zoals de Oosterhaven, was geen ruimte meer voor uitbreiding. Het doel was grotere schepen te kunnen ontvangen. Het project viel samen met de verbreding van het Eemskanaal en de aanleg van nieuwe bruggen. Schepen met een maximale breedte van 16 meter kregen daardoor toegang tot de stad Groningen. In 1959 werd begonnen met het graven van de Hanzehaven, in 1963 volgde de Eemshaven en de Finse Haven en ten slotte in 1964 de Zweedse haven. Met de Nederlandse Spoorwegen werd in 1965 overeengekomen een stamlijn aan te leggen langs de nieuwe havens.
Toen in juni 1967 het vernieuwde Eemskanaal werd geopend, waren alle gemeentelijke havenwerken die in samenhang met de capaciteitsvergroting van het kanaal waren ontworpen gereed. Er was 300 meter kade gerealiseerd aan de Eemshaven. De haven werd in 1972 omgedoopt tot Hunzehaven, dit om verwarring te voorkomen met de in aanbouw zijnde Eemshaven, een nieuwe zeehaven ten noordwesten van Delfzijl. Ook de Hanzehaven kreeg een andere naam; die ging voortaan Deense Haven heten.
Zeeschepen die de Hunzehaven aandeden, kwamen over het algemeen uit de landen rond de Oostzee en uit Engeland. De houtimport heeft tot 1986 een groot aandeel gehad in de overslag. Tot 1977 werden alle nieuwe Lada-automobielen, vervoerd in kisten uit Rusland, gelost in de Hunzehaven. Bulkladingen als kalk, chinaklei en veevoeder werden ook regelmatig overgeslagen. Tussen 1989 en 1999 was de aanvoer van veengrond uit Finland een belangrijke activiteit voor de haven.
De opening van een binnenvaart containerterminal in 1995 op het gemeentelijk haventerrein bleek een succes. Het bedrijf verhuisde in 2005 echter naar een locatie aan het Winschoterdiep in Westerbroek.
Vanwege teruglopende activiteit en oplopende verliezen werd het gemeentelijk havenbedrijf uiteindelijk geprivatiseerd. Per 1 augustus 1988 nam het graanoverslagbedrijf van P.K. Woldijk het havenbedrijf over. Reeds twee jaar later, in september 1990, werd het Groninger transportbedrijf H. Ritsema & Zonen de exploitant.

## Toekomst
Anno 2021 was de zeehavenfunctie van de stad Groningen zeer beperkt. De gemeente besloot in 2020 de Eemskanaalzone te veranderen in een stadsdeel met de naam Stadshavens. Er zal daar ruimte zijn voor wonen, bedrijven en een stadspark. Het gevolg van dit voornemen is dat de stad Groningen ophoudt een zeehaven te zijn.

## Havenkranen
Van de oorspronkelijk zes havenkranen aan de Hunzehaven zijn er nog twee over. Het zijn Conrad-Stork-wipkranen met de namen Centaur en Atlas. Ze zijn gebouwd in 1954 en 1956. Er zijn plannen om deze twee kranen te restaureren en te behouden als monument ter herinnering aan het zeevaartverleden van de stad Groningen.

## Fotogalerij

Hunzehaven door de jaren heen
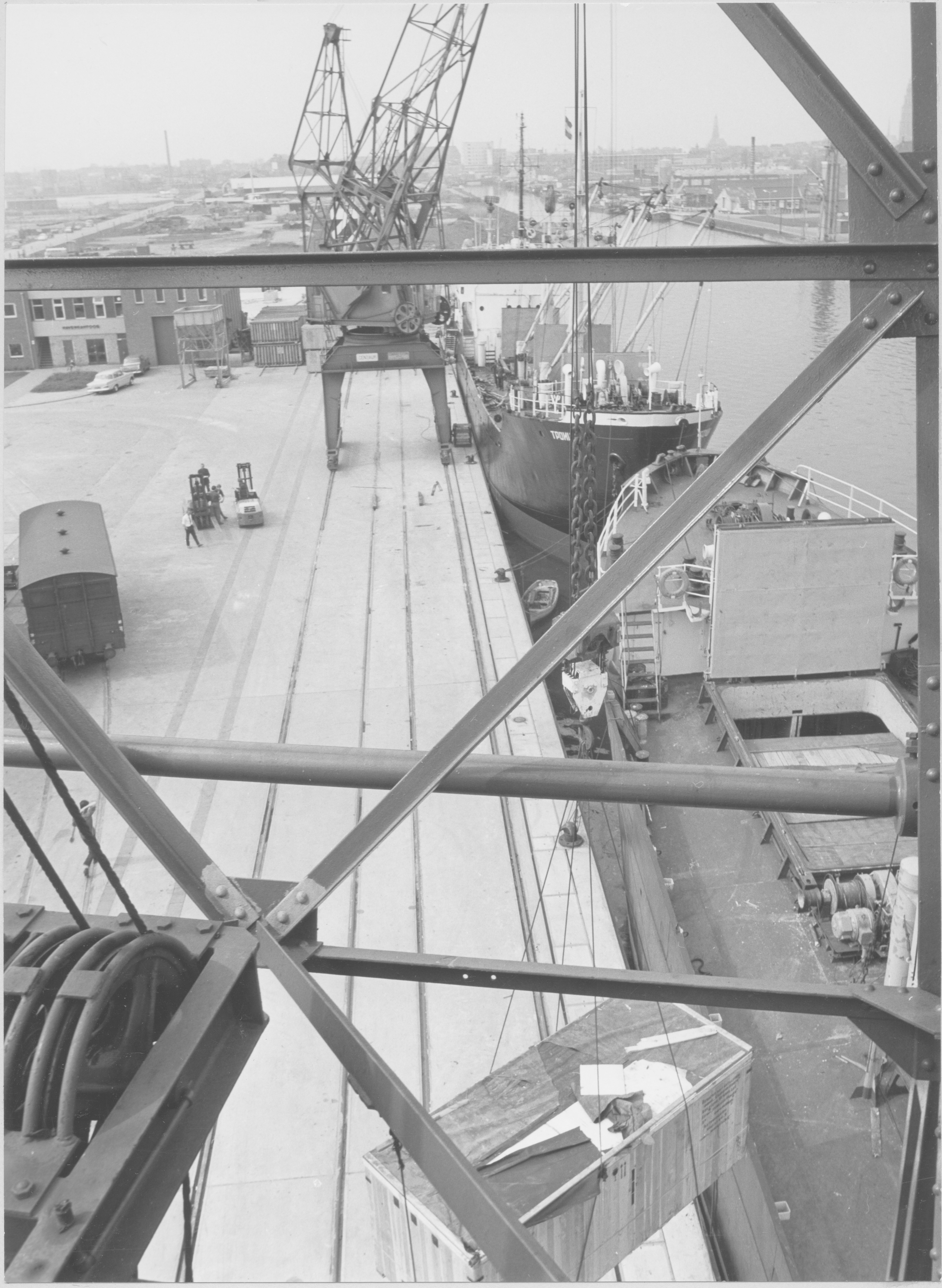
Lossen van automobielen eind jaren 60
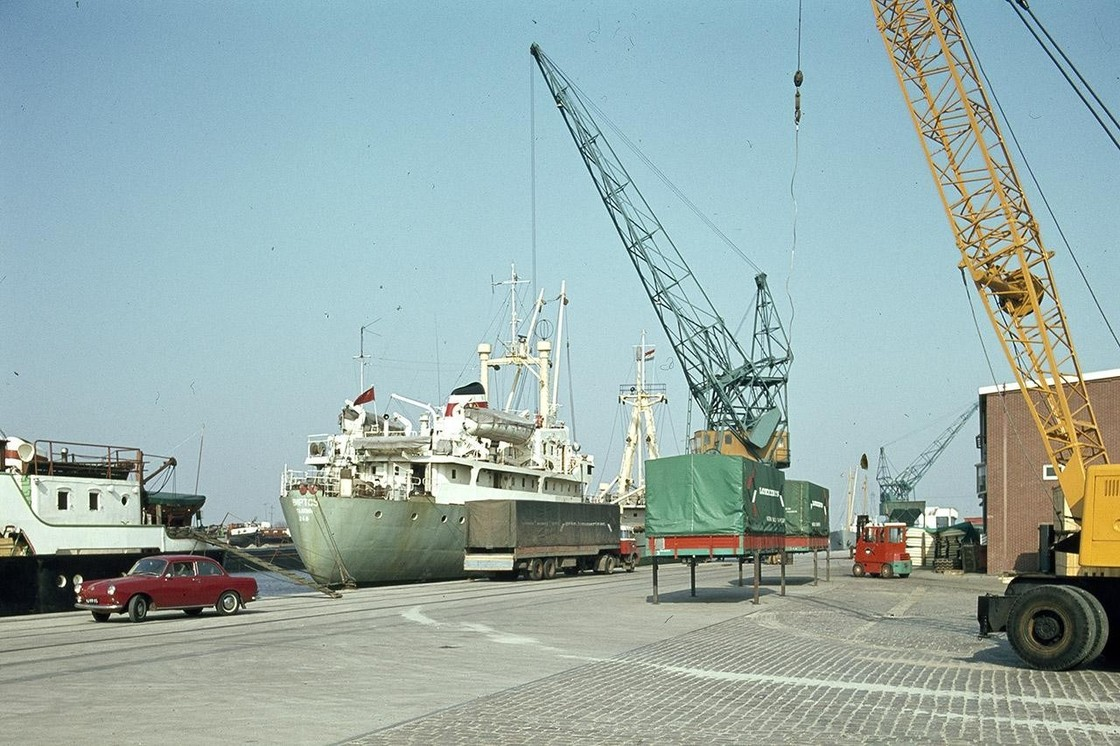
De Hunzehaven in januari 1971
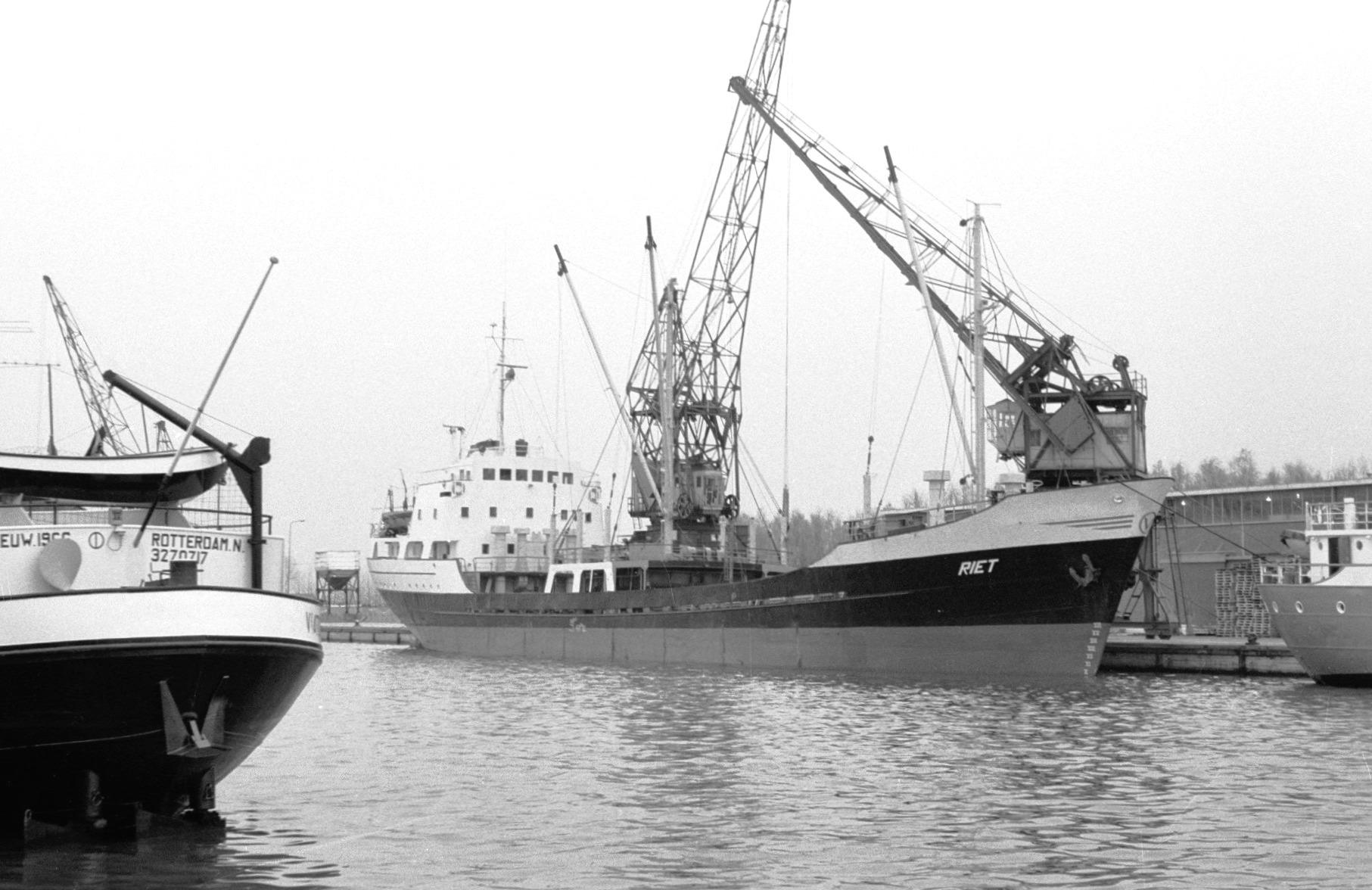
De Riet gemeerd in de thuishaven, 1978
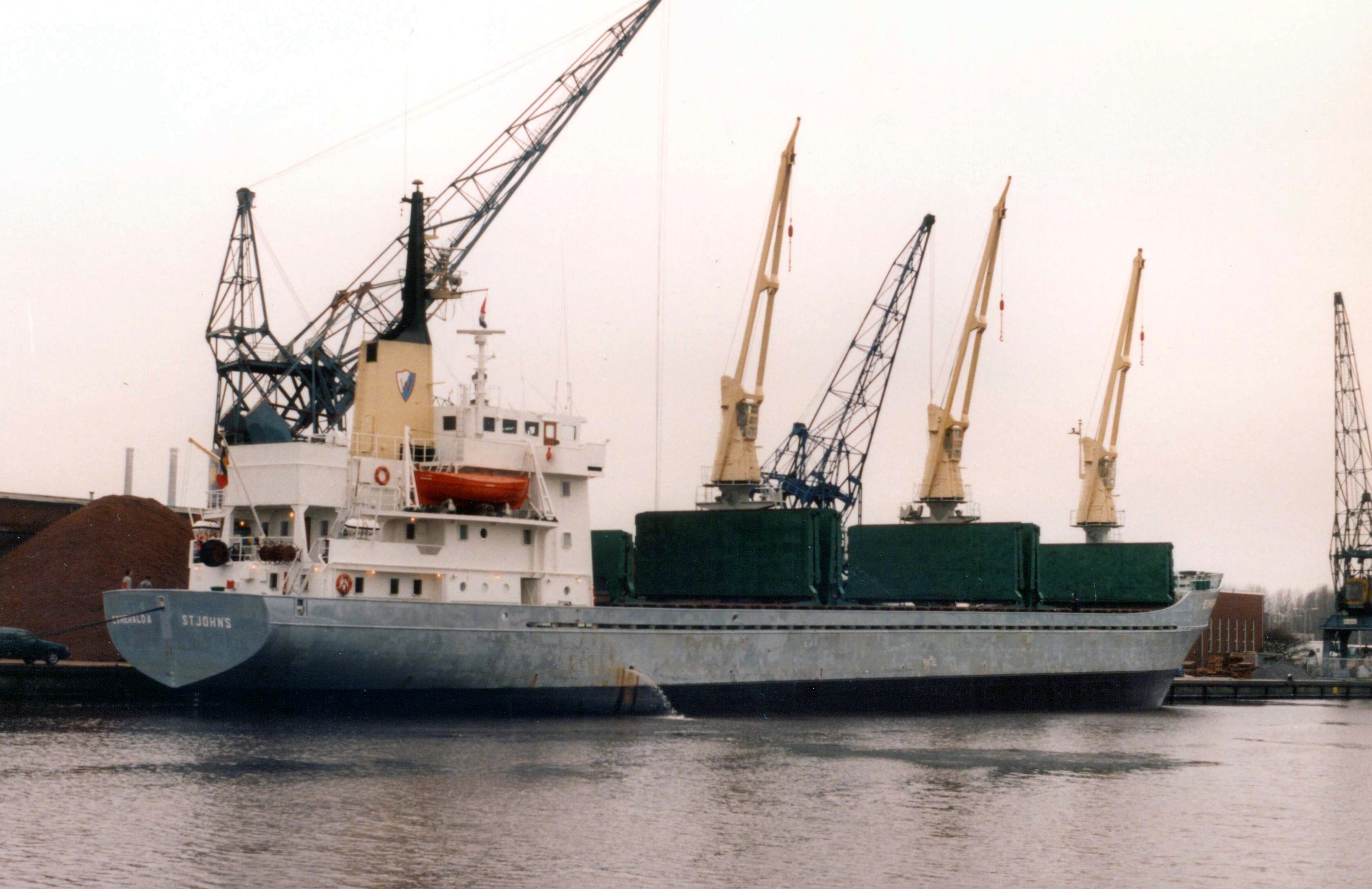
De Esmeralda bracht een lading veengrond in 1995
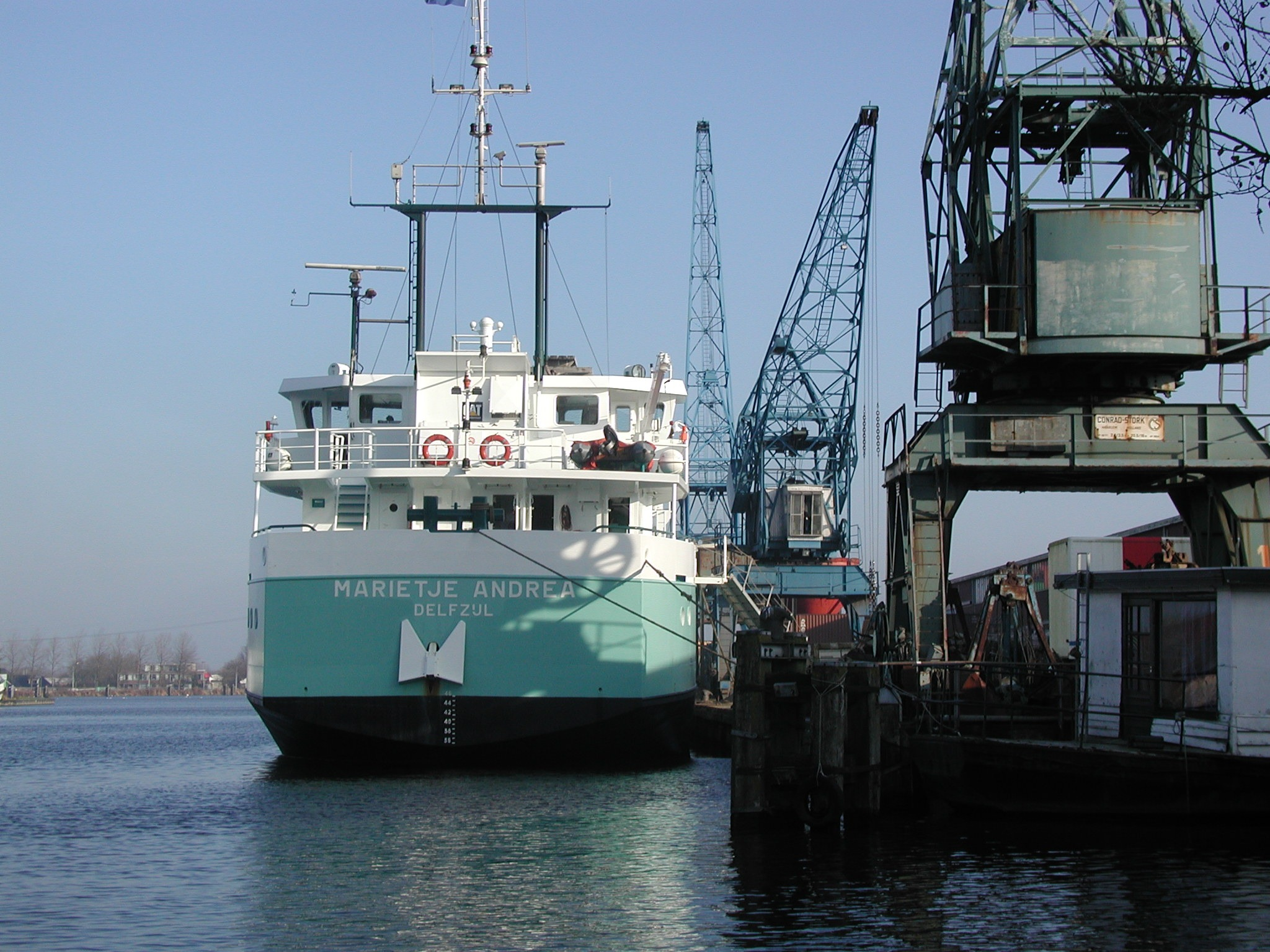
In 2002 stonden er nog drie Conrad-Stork kranen op de kade
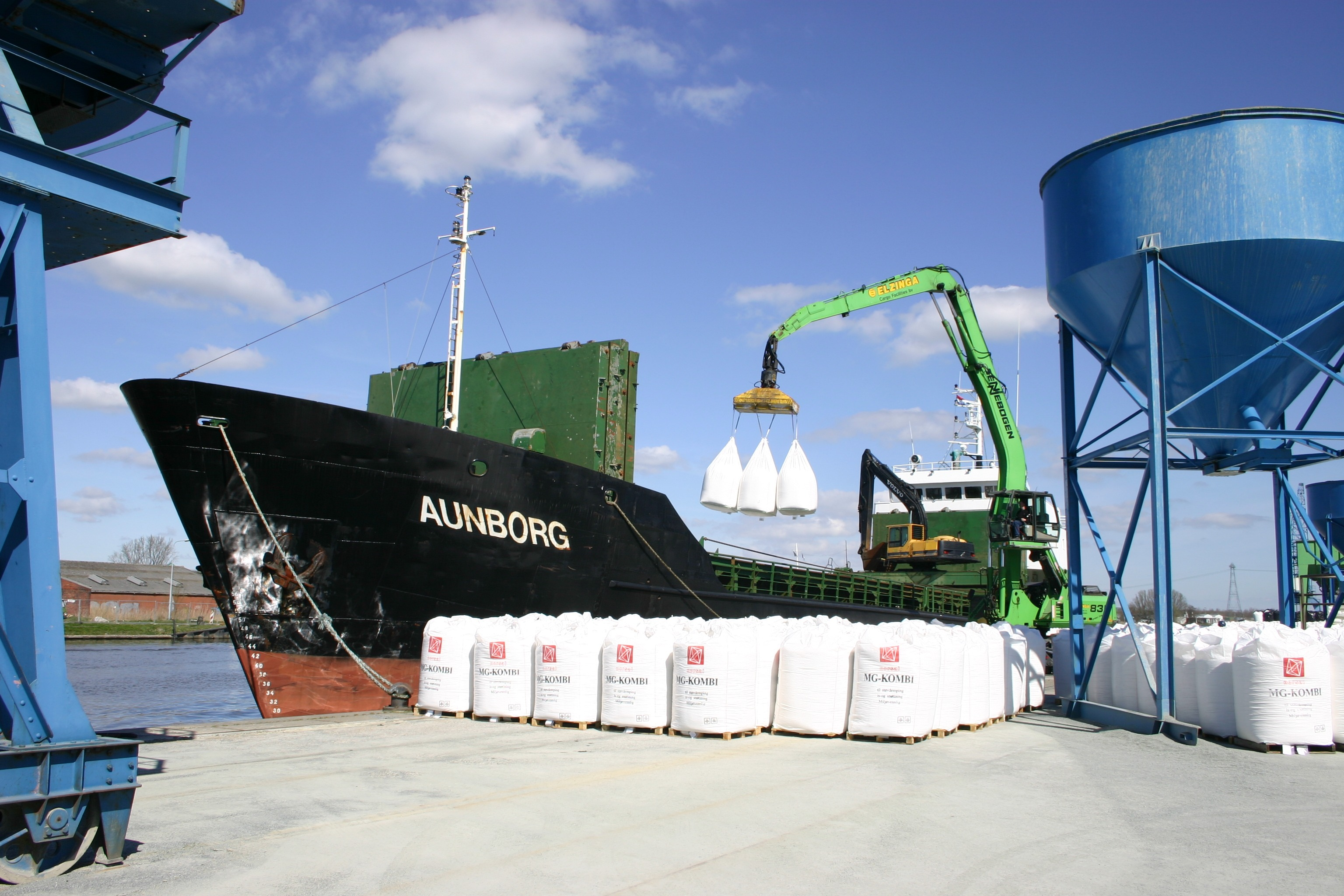
Belading van de Noorse Aunborg in 2007 met big bags